# 314 a. C.
El año 314 a. C. fue un año del calendario romano prejuliano. En el Imperio romano se conocía como el Año del Consulado de Libón y Longo (o menos frecuentemente, año 440 Ab urbe condita).

## Acontecimientos

### China
- Zhou Nan Wang se convierte en rey de la dinastía Zhou de China.
- La dinastía Qin funda la ciudad de Guilin.

### Grecia
- Mientras Casandro lucha para conservar el control sobre el centro de Grecia, Antígono promete la libertad a las ciudades griegas en un intento de obtener apoyo por su parte contra Casandro. Los etolios entran en una alianza con Antígono. Casandro marcha contra ellos con sus aliados Lisímaco, Ptolomeo y Seleuco y destruye la ciudad de Agrinion.
- Casandro depone a Glaucias, rey ilirio de los taulantianos.

### Imperio macedonio
- Antígono, el gobernante de las partes asiáticas del imperio del finado Alejandro Magno, se enfrenta a una coalición formada por Casandro, el regente macedonio; Lisímaco, el sátrapa de Tracia; y Ptolomeo, el sátrapa de Egipto, quien se había puesto de parte del sátrapa expulsado de Babilonia, Seleuco.
- Antígono no confía en el creciente poder de Pitón. De manera que Antígono engaña a Pitón para que vaya a su corte, donde Antígono lo ejecuta.
- Antígono invade Siria, entonces bajo el control de Ptolomeo, y asedia y captura Tiro. Antígono ocupa Siria, proclamándose regente.

### República romana
- Parece que el éxito está de parte de los samnitas en sus continuas batallas contra los romanos. Campania está a punto de abandonar el lado de Roma. Se establece la paz entre Roma y algunas ciudades samnitas.

## Fallecimientos
- Esquines, político y orador ateniense (n. 389 a. C.)
- Jenócrates, filósofo griego (n. 396 a. C.)
- Pitón, noble macedonio (n. 355 a. C.)